# Cerkiew św. Mikołaja w Hrebennem
Cerkiew św. Mikołaja w Hrebennem – drewniana parafialna cerkiew greckokatolicka, znajdująca się w Hrebennem.

## Historia obiektu
Pierwsza wzmianka o istnieniu cerkwi, a w zasadzie popa z Hrebennego, pochodzi z roku 1472. Do II połowy XVII na terenie Hrebennego były dwie cerkwie. Obecna cerkiew według badania P. Sygowskiego  powstała w na początku XVIII wieku i została przebudowana w 1882. Wcześniej podawano różne daty poczynając od roku 1600. Parafia należała do dekanatu potelickiego, po I wojnie światowej do rawskiego. Do parafii należały cerkwie filialne w Małych Mostach i Siedliskach. Po 1947 cerkiew została przejęta przez kościół rzymskokatolicki. W latach 1965–1984 były jednak odprawiane nieregularnie msze w rycie greckim, po 1984 regularnie. Obecnie znajduje się tutaj siedziba parafii greckokatolickiej dekanatu przemyskiego.

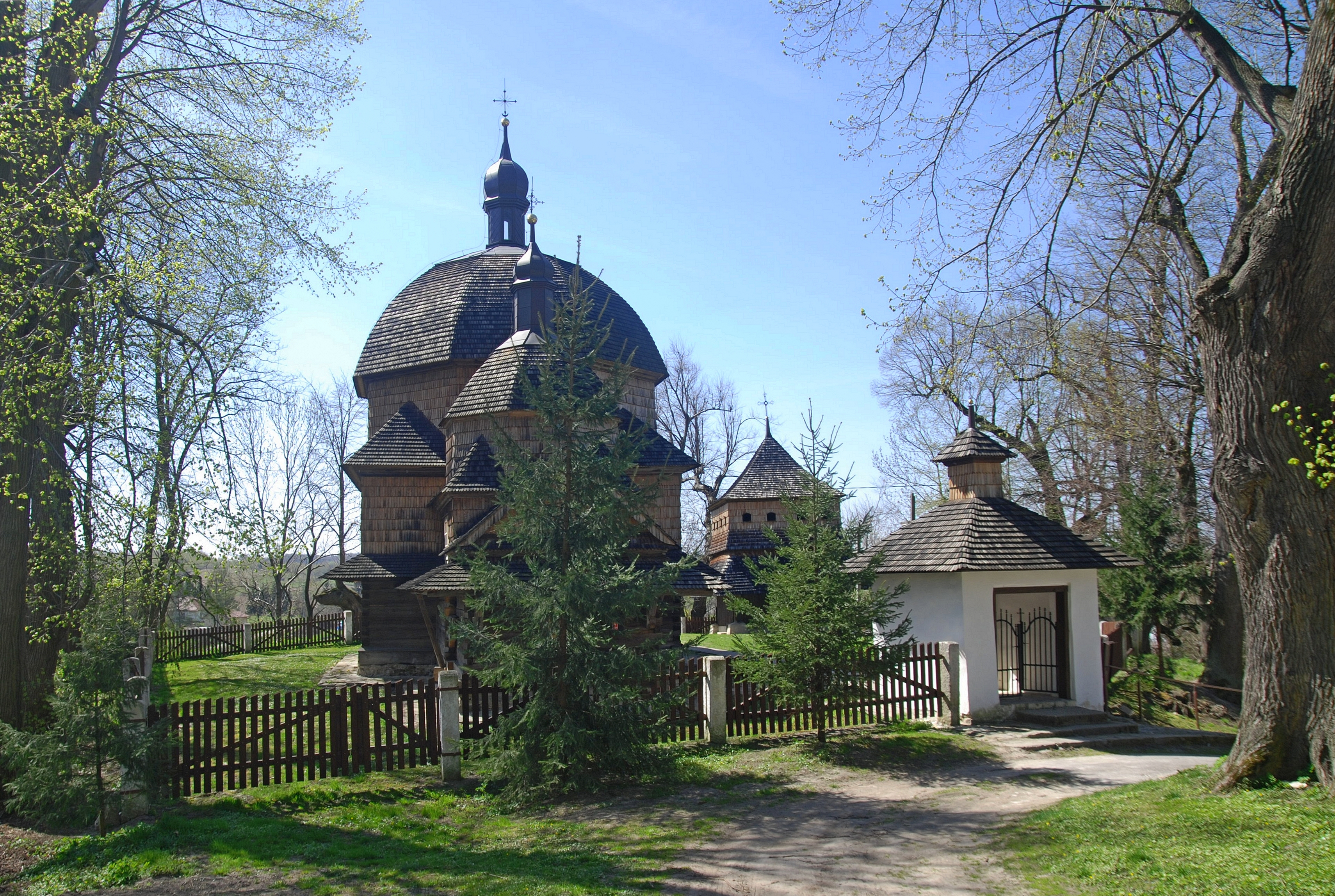
Widok ogólny
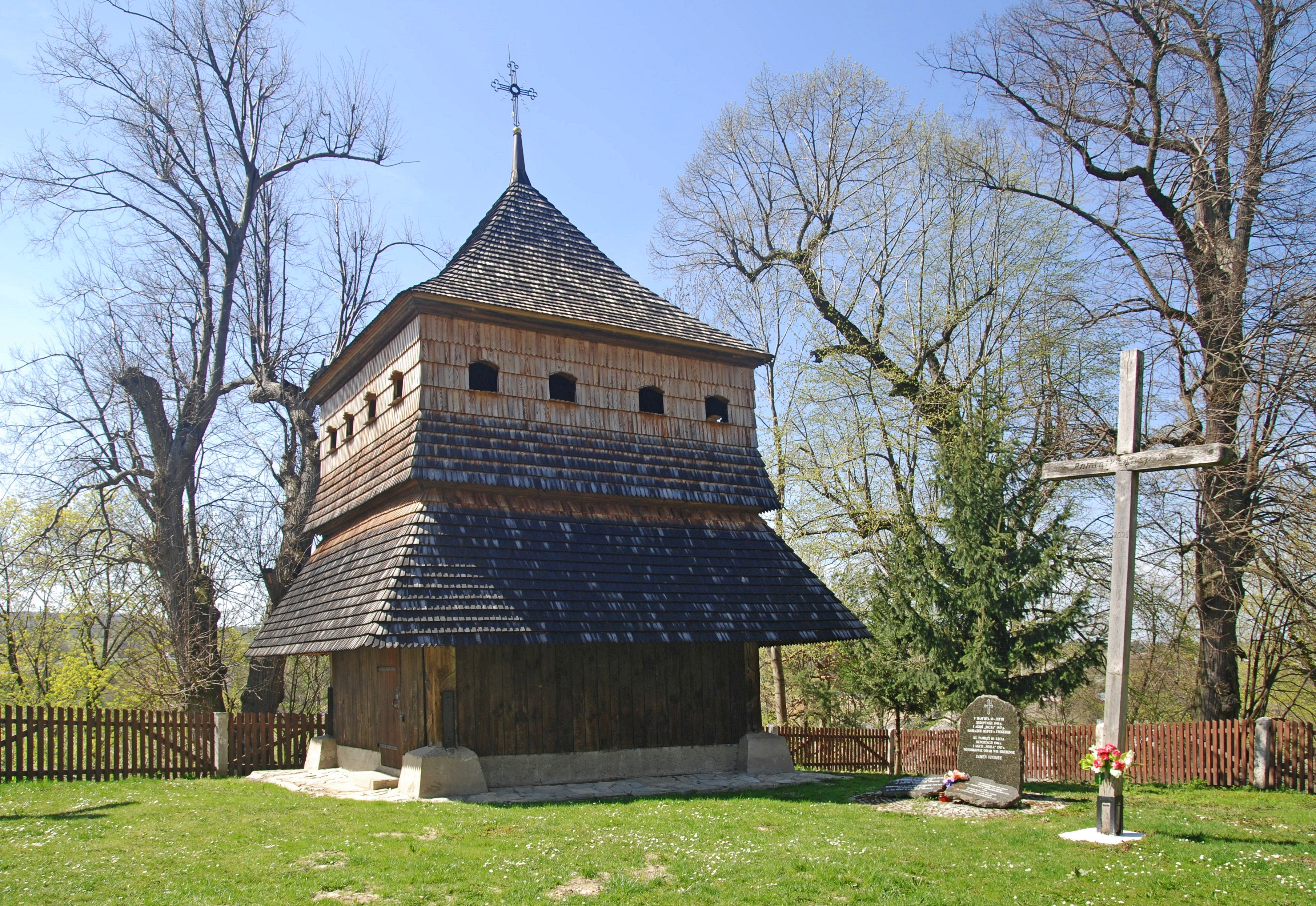
Dzwonnica
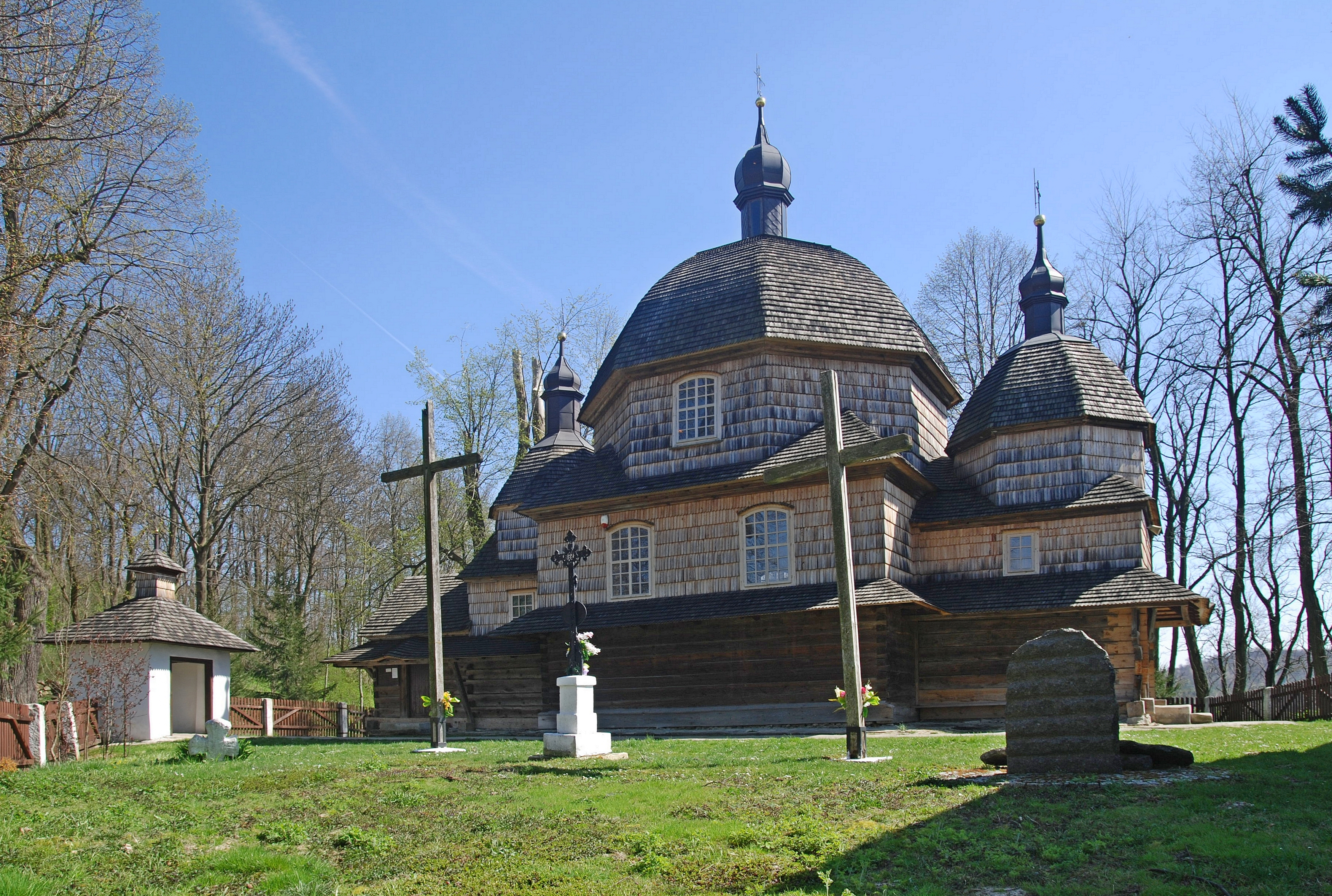
Widok od strony północnej

## Architektura i wyposażenie
Cerkiew ma konstrukcję zrębową, jest trójdzielna, wszystkie trzy części są trójkondygnacyjne, zbudowane na planach kwadratów, nakryte ośmiobocznymi kopułami z latarniami. Poszczególne kondygnacje oddzielają szerokie okapy. Dawne pokrycie gontowe zmienione zostało na blaszane. 
Wewnątrz zachowały się fragmenty ikonostasu z XVII-XVIII w. z ikonami, malowanymi na deskach. 

## Obiekty towarzyszące
Obok cerkwi stoi drewniana, dwukondygnacyjna dzwonnica z XVII w.

## Położenie geomorfologiczne
Cerkiew położona jest na niewielkim spłaszczeniu w dolnej części stoku izolowanego płata lessowego, wyścielającego prawobrzeżne zbocze (opoki margliste, górna kreda) doliny Prutnika. W literaturze geomorfologicznej tego typu forma rzeźby eolicznej określana jest mianem "wyspy", a nawet "czapki" lessowej. Jest to strefa przykrawędziowa, poniżej której znajduje się naturalna skarpa (około 12 m wysokości) opadająca do dna doliny Prutnika, a właściwie do opaski wzmacniającej pas drogi krajowej nr 19. Cerkiew położona jest na wysokości około 260 m n.p.m., zaś dno doliny rzecznej - 239 m n.p.m.

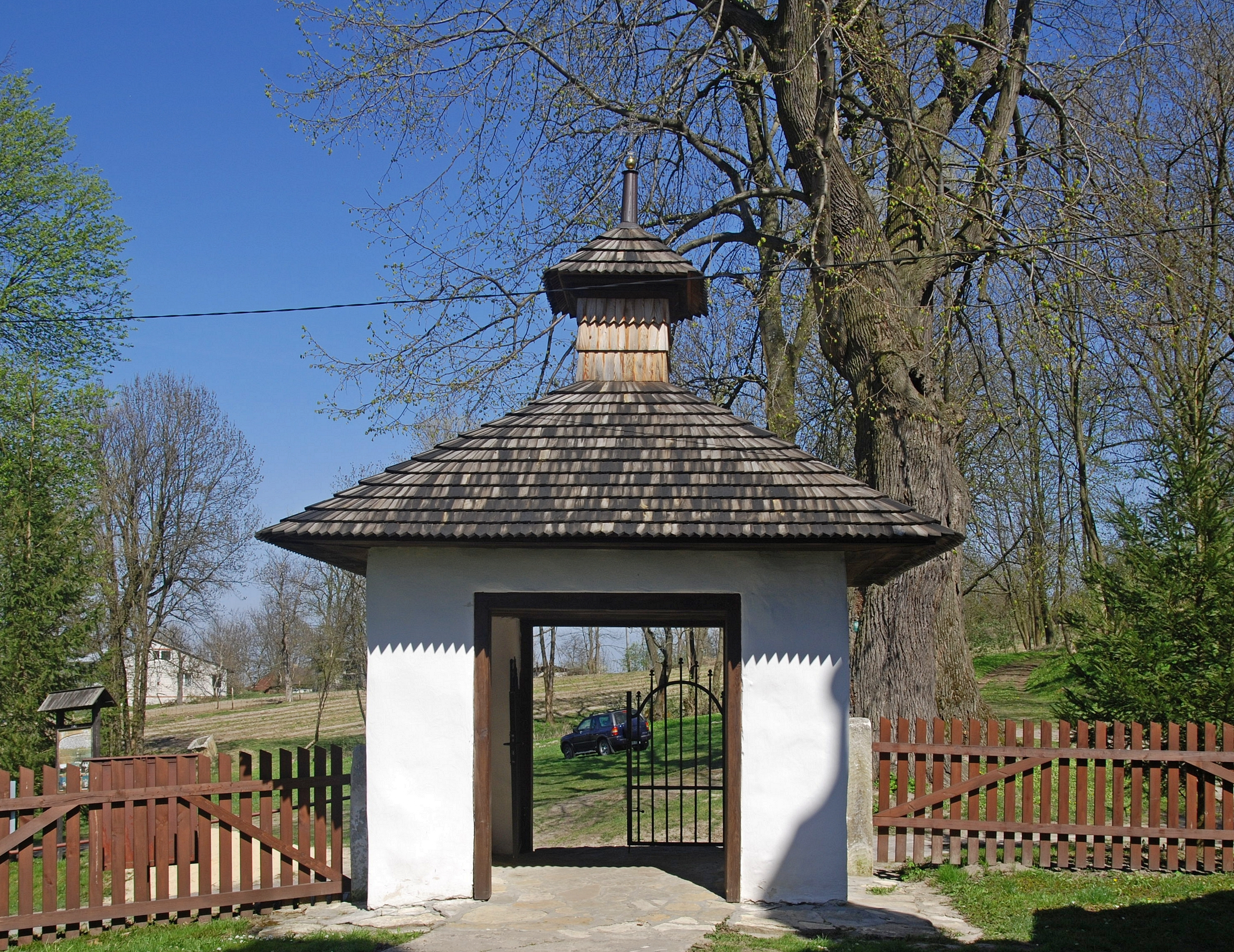
Brama ogrodzenia
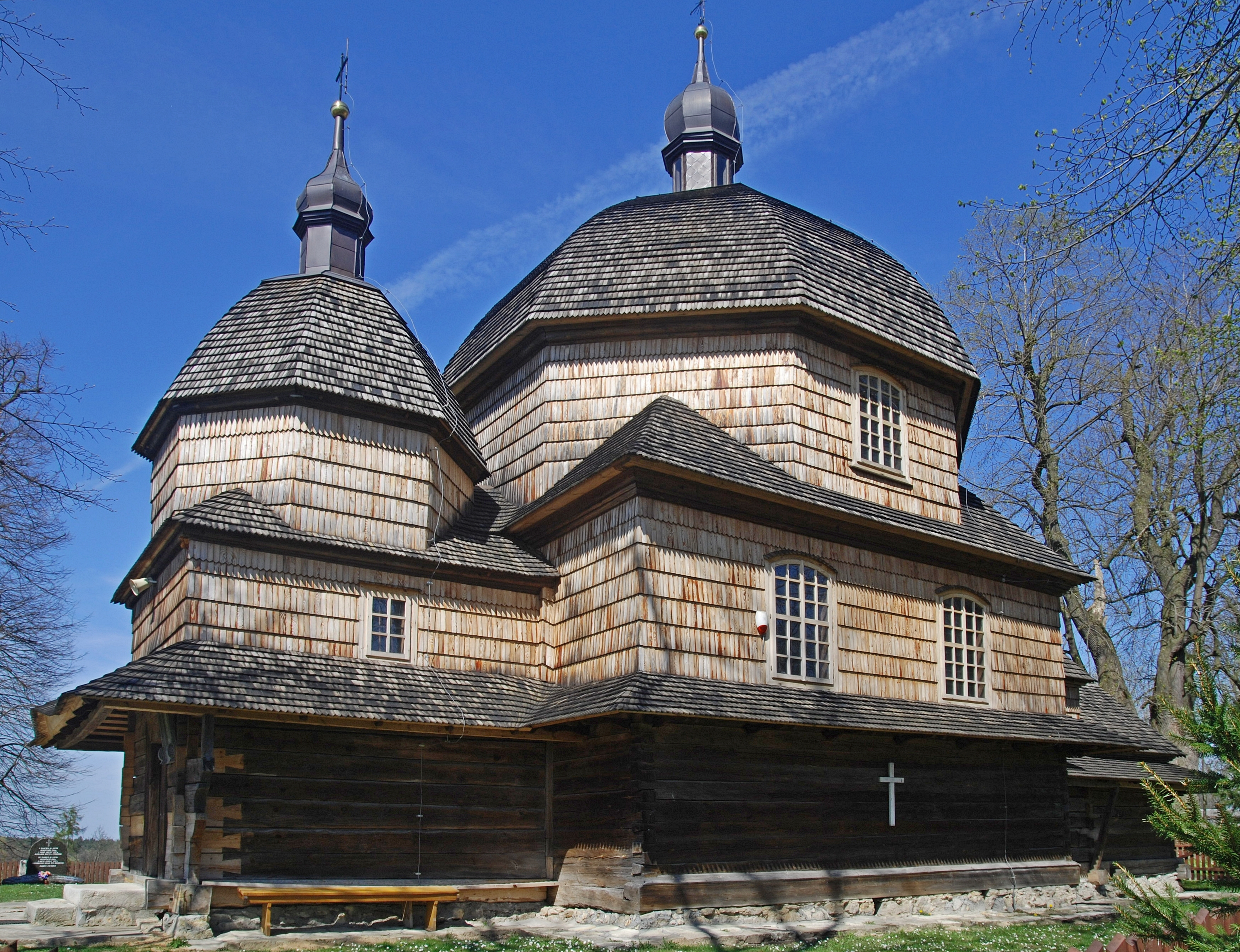
Elewacja południowa
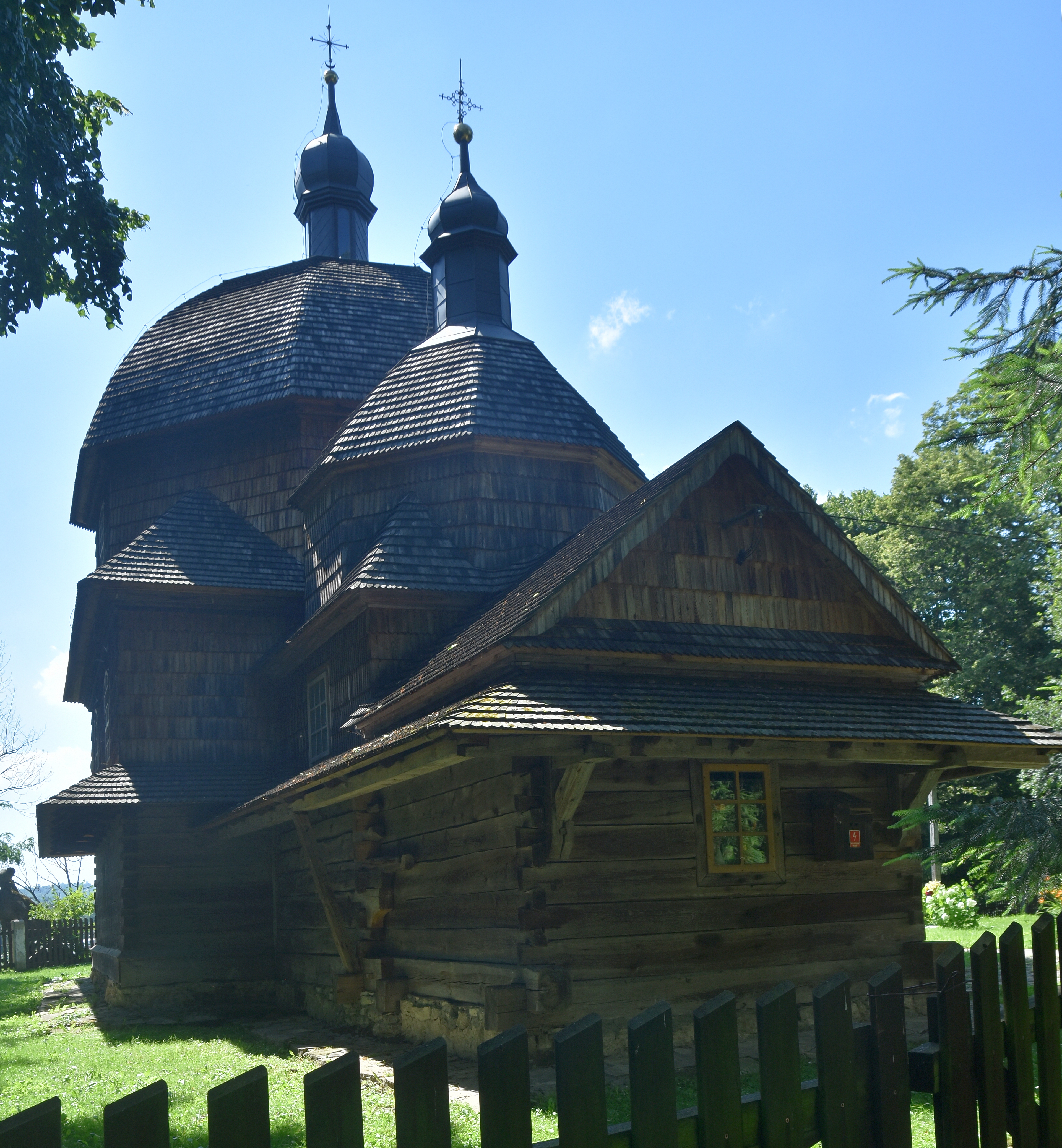
Elewacja wschodnia